# Температурний компенсатор

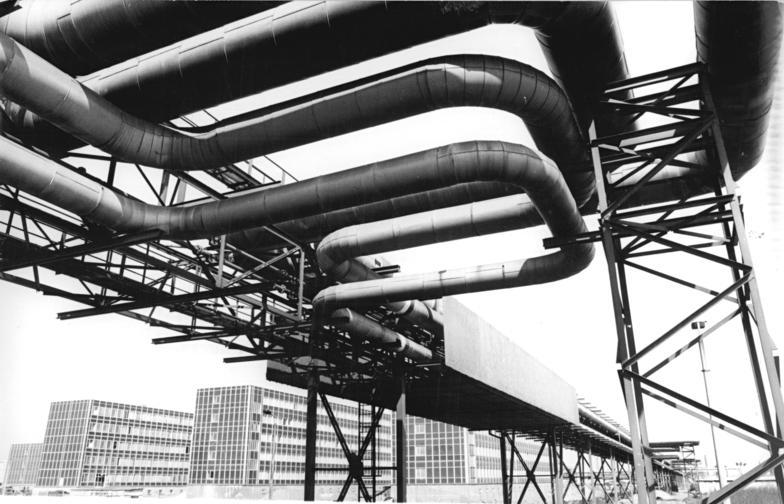
.

Температурний компенсатор (рос. температурный компенсатор; англ. temperature compensator; нім. Temperaturkompensator m) – пристрій, який встановлюється на трубопроводі для компенсації його видовжень (вкорочень) при температурних деформаціях і призначений для зняття температурних напружень у трубах. На надземних паротеплопроводах він являє собою зігнуту П-подібну трубу. При нагнітанні в нафтовий пласт пари в арматуру гирла додатково вводять гирловий сальник, призначений для компенсації теплового розширення (видовження вверх) насосно-компресорних труб, гирловий шарнірний пристрій, який забезпечує компенсацію теплових видовжень колони насосно-компресорних труб і паропроводу від пароґенератора, і стовбурний шарнір, котрий призначений для компенсації температурних деформацій, а також для компенсації дії можливого моменту сил від підведеного паропроводу.